# 1912年ストックホルムオリンピックの日本選手団

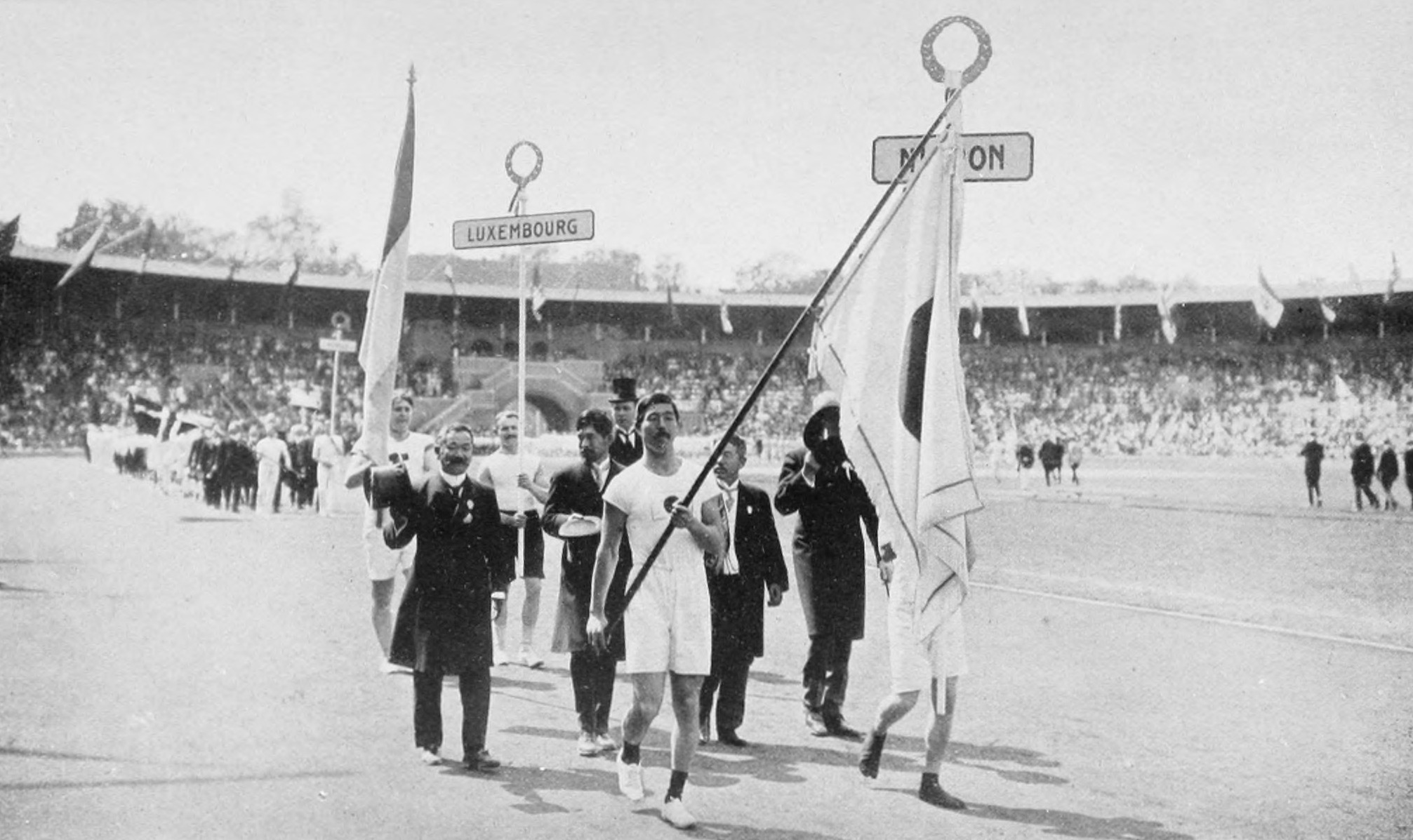
開会式で行進する日本選手団

1912年ストックホルムオリンピックの日本選手団（1912ねんストックホルムオリンピックのにほんせんしゅだん）は、1912年（明治45年）5月5日から7月27日まで開催された1912年ストックホルムオリンピックの日本選手団、およびその競技結果。選手所属は1912年当時のもの。
日本は初のオリンピック参加となった。

## 概要
代表選手選考会は、国際オリムピック大会選手予選会という名称で1911年（明治44年）11月18日・19日に羽田運動場で開催された。予選会の結果、100m・200メートル・400メートル・800メートル優勝の三島弥彦、マラソン優勝の金栗四三、マラソンで2位・3位の佐々木正清と井手伊吉などが候補として残った。
参加選手は三島弥彦と金栗四三の2人、役員は嘉納治五郎と大森兵蔵の2名。これは日本のオリンピック選手団としては2019年現在最小の規模である。監督の大森兵蔵には妻の安仁子が同行した。選手が2人だけになったのは、渡航費用を捻出できず、選手の自己負担になったからである。三島が残ったのは、実家が資産家というのも理由だった。実際に三島は、3500円を持参している（一方、資産の乏しい金栗は、兄（実次）に「田畑を売ってでも工面する」と激励されたが、在籍していた東京高等師範学校の仲間による寄付などで1500円をまかない、自己負担は300円で済んだ）。
入場行進時のプラカード表記は「NIPPON」であった。プラカードを持つ金栗四三は「日本」と漢字表記を主張して譲らず、大森兵蔵は「JAPAN」を主張し、折衷案として嘉納治五郎が提案した「NIPPON」が採用された。「NIPPON」の表記はこの大会のみで、以降のオリンピックは全て「JAPAN」となっている。
新橋駅の出発は1912年5月16日。敦賀で下車して船でロシア・ウラジオストクに渡り、シベリア鉄道でセントピーターズバーグ（サンクトペテルブルク）まで行き、船でストックホルムに渡った。ストックホルムに着いたのは6月2日、開会式の1か月ほど前であった。
日本はメダル無しに終わったが、これは出場した夏季オリンピックでは唯一である。

## 種目別選手、スタッフ名簿および成績

### 役員
- 団長:嘉納治五郎[12]
- 監督:大森兵蔵[3]

### 陸上競技

#### 男子
- 三島弥彦（東京帝大）
  - 100m 1次予選敗退（16組5着、11秒8、自己新[13]）
  - 200m 1次予選敗退（13組4着、24秒台だったとされる[14]）
  - 400m 準決勝棄権（予選は4組2着[14]）
- 金栗四三（東京高師）
  - 10000m 棄権（出場せず）[15]
  - マラソン 途中棄権（ただし、棄権の意思が運営者側に届いていなかったため、行方不明扱いとされ、55年後の記念式典でゴールし、54年8ヶ月6日5時間32分20秒3とアナウンスされている[16]。）